# Filip Láb
Filip Láb (27. dubna 1976 – 31. května 2021 Praha) byl český teoretik fotografie, fotograf a pedagog Fakulty sociálních věd Univerzity Karlovy v Praze. Na fakultě působil jako vedoucí katedry žurnalistiky. Byl také členem vědecké rady Univerzity Karlovy.

## Životopis
Byl teoretik fotografie, fotograf a pedagog Fakulty sociálních věd Univerzity Karlovy v Praze. Specializoval se na teorii a praxi klasické a digitální fotografie, fotožurnalismus, vizuální komunikaci a digitální funkce obrazových materiálů v digitálním prostředí. Podílel se na publikacích své matky Aleny Lábové. Externě spolupracoval s New York University v Praze. Jako fotograf na volné noze publikoval fotografie v tisku, psal pro kulturní časopisy a servery.
Zemřel náhle 31. května 2021 ve věku 45 let.